# Joke De Bruyn
Joke De Bruyn (December 1981) is een Vlaamse actrice en scenariste.

## Loopbaan
De Bruyn volgde in de humaniora Muzische Vorming en trok in 2000 naar het Herman Teirlinck Instituut, waar ze in 2004 afstudeerde.
Ze begon in het theater bij Hetpaleis (Kale Koppen) en FroeFroe (Verbazing van het masker Wouse), en schreef zelf de kindervoorstelling Spinnenkop voor het Tweetakt-festival. Met 't Arsenaal stond ze twee seizoenen met Hedda Gabler op de planken en met Norfolk speelde ze Uptijd in verscheidene Nederlandse theaters.
Ze speelde zes seizoenen lang Lies Dewindt in Kinderen van Dewindt, speelde Hannah in Kaat & co en Hanne in Zone Stad. In 2010 had ze een gastrol in de tv-serie Goesting en Aspe. In het najaar van 2010 was ze te zien in de Ketnetserie De 5e boog en in 2011 had ze een rol in Witse en Code 37. In 2012 was ze te zien in Danni Lowinski en in 2013 speelde ze een hoofdrol in de VTM-reeks Crème de la Crème.
In 2014 speelde ze mee in Cordon en Deadline 25/5, Aspe (VTM), GoGoGo (Ketnet) en Vriendinnen, en imiteerde ze in Lang Leve haar hartsvriendin Nathalie Meskens. Het jaar daarop vertolkte ze een gastrol in Vermist. In mei en juni 2015 keerde ze bovendien terug naar het theater met Flanders Fields, Eindbestemming Poperinge van Music Hall, onder regie van Indra Siera. Het stuk ging over de Eerste Wereldoorlog en werd gespeeld op een unieke locatie in Poperinge.
De Bruyn doet daarnaast stemmenwerk voor radio en animatiefilms. Ze was tevens de stem van Kai in de Belgische horrorfilm Welp van Jonas Govaerts. In 2019 spreekt ze een reclame voor onder andere Flair in. Deze is te horen op Spotify. Ook vertolkt ze de rol van Nicky in Gina & Chantal, te bekijken op VTM GO sinds 1 augustus 2019.
In 2020 is ze te zien in Fair trade als Els. Vanaf 9 november 2020 is ze ook te zien in Brak, een tv-serie die door haar bedacht en gemaakt werd en samen werd geschreven met Charlie Dewulf. Brak is te zien op VTM GO.
Eveneens met Charlie Dewulf schreef ze Liefdestips aan mezelf, vanaf februari 2023 te zien op GoPlay. Daarin speelt ze ook de rol van Leonie.

## Filmografie
- Chris & Co (2001)
- Forever (2005) - als Maya
- Kinderen van Dewindt (2005-2009) - als Lies Dewindt
- Kaat & co (2006-2007) - als Hannah De Kooning
- Zone Stad (2008) - als Hanne Beerens
- Super8 (2009) - als Gwendy
- Goesting (2010) - als Tamara
- Smoorverliefd (2010)
- De 5e boog (2010) - als Cara
- Aspe (2010) - als Sophie De Jongh
- Witse (2011) - als Larissa Verhelst
- MONSTER! (2011) - als psycho cheerleader
- Code 37 (2011) - als Sandra
- Danni Lowinski (2012) - als Svetlana Sagaidak
- Crème de la Crème (2013) - Jo Van Gils
- Aspe (2014) - als Lise
- Deadline 25/5 (2014) - als Julie De Wolf
- Lang Leve...' (2014) - als Nathalie Meskens
- GoGoGo! (2014-2016) - als juf Sofia
- Cordon (2014, 2016) - als Veerle
- Vriendinnen (2015) - als Patricia
- Vermist (2015) - als Celine Naessens
- Professor T. (2015) - als Katrien Spermalie
- Homeful Bliss (2015) - als Lisa
- Chaussée d'Amour (2016) - als bedrogen vrouw
- Nachtwacht (2016) - als de Dryade
- Spek voor uw bek (2016) - als Cissy De Geyter
- Alleen Eline (2017) - als Vera
- Vele hemels boven de zevende (2017) - als Ilse
- De zonen van Van As (2018) - als Pandbewoonster
- The Extraordinary Journey of the Fakir (2018) - als Clarissa
- Undercover (2019) - als spoeddokter
- Gina & Chantal (2019) - als Nicky
- Brak (2020) - als Bobbie
- Fair Trade (2021, 2023) - als Els
- H4Z4RD (2022) - als moeder met nekband
- Liefdestips aan mezelf (2023) - als Leonie De Brandere
- Chantal (2024) - als Ruth